# Mecyclothorax deverilli
Mecyclothorax deverilli (лат.) — вид жуков-жужелиц рода Mecyclothorax из подсемейства Псидрины.

## Распространение
Встречаются на острове Гавайи из группы Гавайских островов. Вид обитает в различных сообществах, в том числе влажных горных древовидных папоротниковых лесах и горных мезических и влажных лесах koa/ohia на высоте от уровня моря до 2000 м.

## Описание
Мелкие жужелицы, длина около 5 мм (от 4,9 до 6,5 мм). Легко отличить от всех других видов с острова Гавайи по узкой переднеспинке (рис. 7) — отношение максимальной ширины к средней длине 1,06–1,20 — с узкими голыми боковыми краями. Похож на M. nitidus по узкой переднеспинке и блестящей кутикуле, но особи этого вида всегда имеют боковые щетинки переднеспинки. Кроме того, этот вид можно диагностировать по: 1) надкрылья выпуклые, бороздки 1-3(-4,-5) видны в виде отдельных точек, промежутки плоские, включая шовные промежутки, которые лежат в одной плоскости с наружными промежутками, таким образом, шовные промежутки отсутствуют; 2) вершинная поверхность надкрылий наклонена вниз от выпуклого диска; 3) темя покрыто мелкими точками, остатки поперечной микроскульптуры, более заметные на спинке шеи, верхняя губа покрыта изодиаметрической сетчатой микроскульптурой; 4) диски переднеспинки и надкрылий покрыты микроскульптурой поперечной линии, мелкие точки широко расставлены по поверхности надкрылий.

## Таксономия
Вид был впервые описан в 1879 году английским энтомологом Томасом Блэкберном (1844—1912), а его валидный статус подтверждён в ходе ревизии, проведённой в 2008 году американским колеоптерологом James Kenneth Liebherr (Cornell University, Итака, США).